# Nakusp
Nakusp est un village de la Colombie-Britannique (Canada) situé sur Upper Arrow Lake (un élargissement du fleuve Columbia) dans la région West-Kootenay. Avec une population d'environ 1 600 habitants, le village est connu pour ses sources chaudes.

## Situation
Le village est entre les chaînes Monashee et Selkirk dans la vallée du fleuve Columbia.

## Démographie
| 2001  | 2006  | 2011  | 2016  |
| ----- | ----- | ----- | ----- |
| 1 698 | 1 524 | 1 569 | 1 605 |

## Histoire
La région de Nakusp était occupée par des peuples autochtones Secwepemc, Sinixt et Ktunaxa. Le premier explorateur européen était Finan McDonald, un associé de David Thompson qui est arrivé à Revelstoke en 1811. Les colons européens sont arrivés en 1890 et le village a pris forme en 1892 avec l'ouverture du premier bureau de poste, du premier magasin et de la première scierie. Toutes les marchandises ont été expédiées le long des lacs par une flotte  de bateaux à aubes à roue arrière dont Nakusp est devenu un port central. En 1954, le dernier des bateaux à aubes, le Minto, a été mis à la retraite.
Le premier école est construit en 1895, et le premier église en 1898. En 1964, Nakusp a été incorporé en tant que village.

## Économie
L'industrie minière était autrefois la plus importante de la région, mais elle a été dépassée par la foresterie dans au milieu du 20e siècle.

## Galerie de photographies

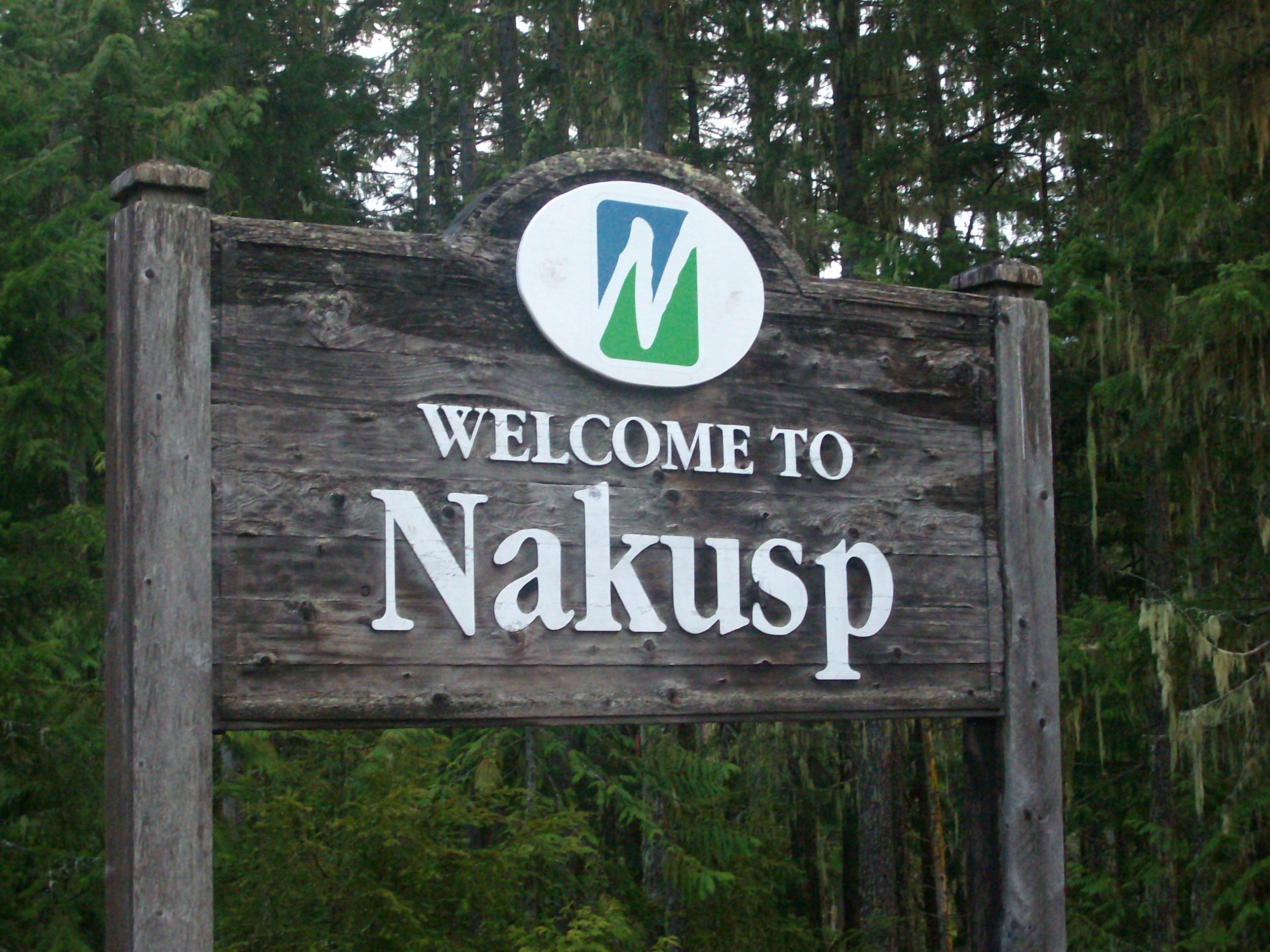
Bienvenue à Nakusp.
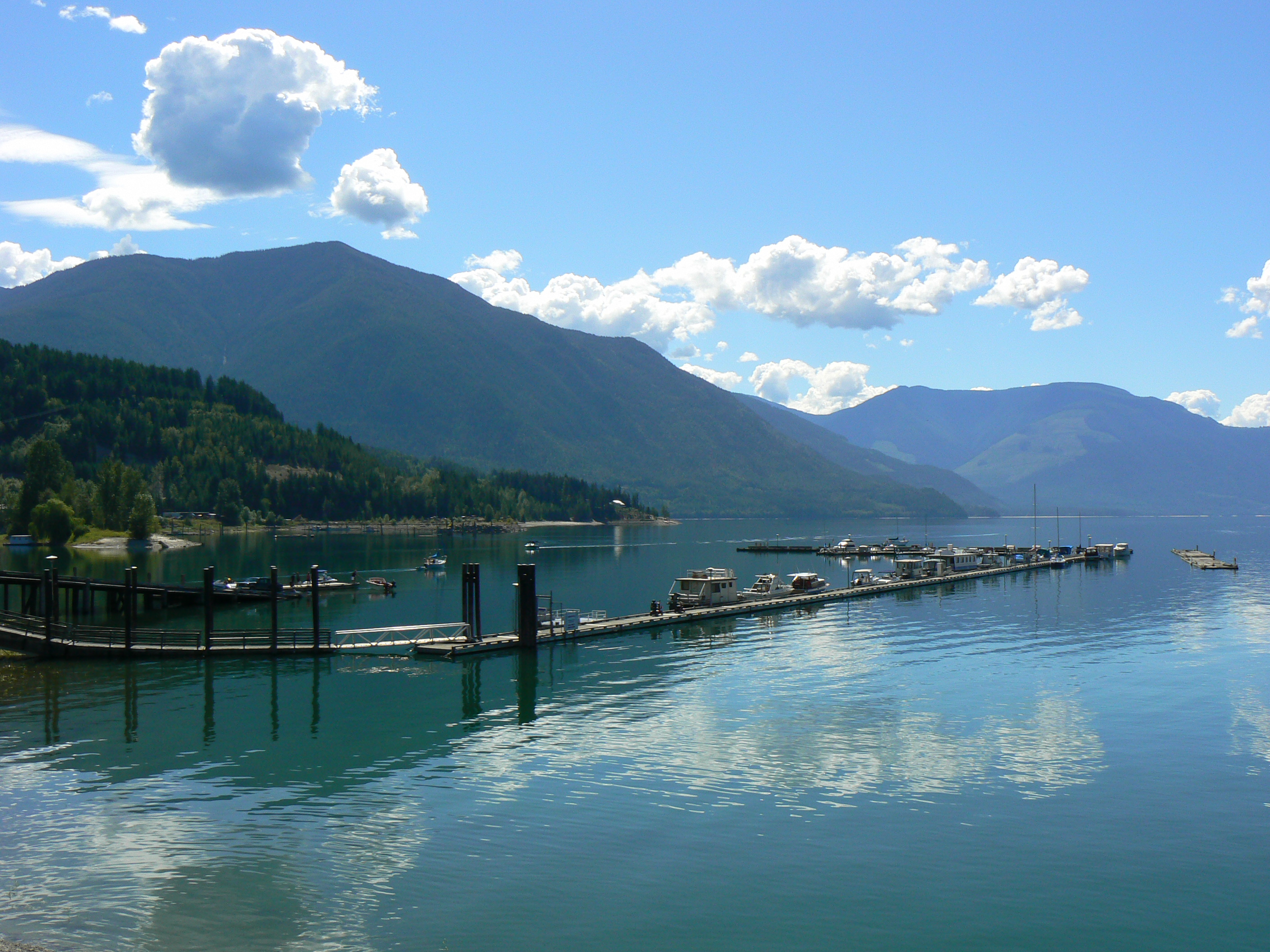
La marina.
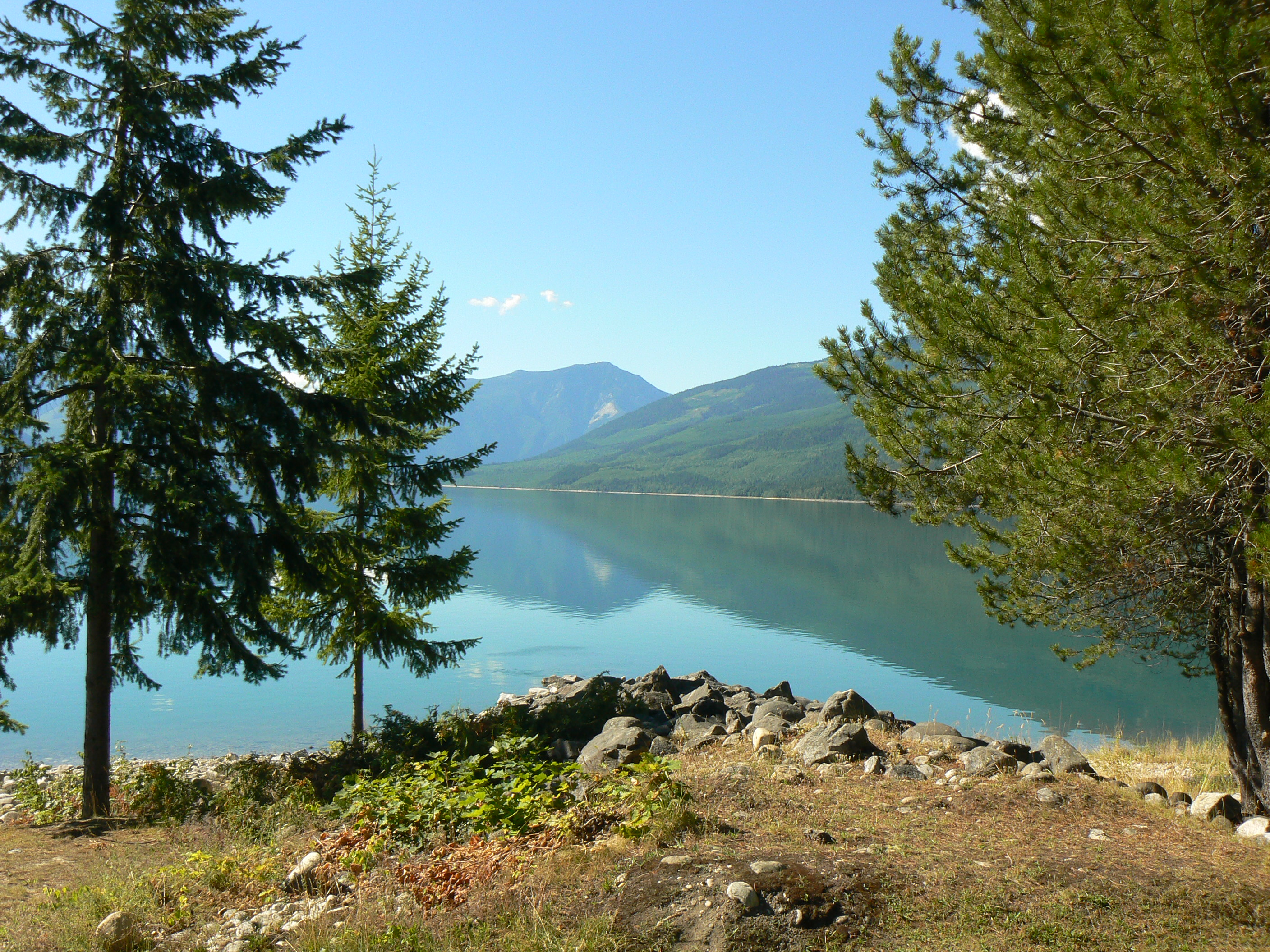
Au bord du lac.
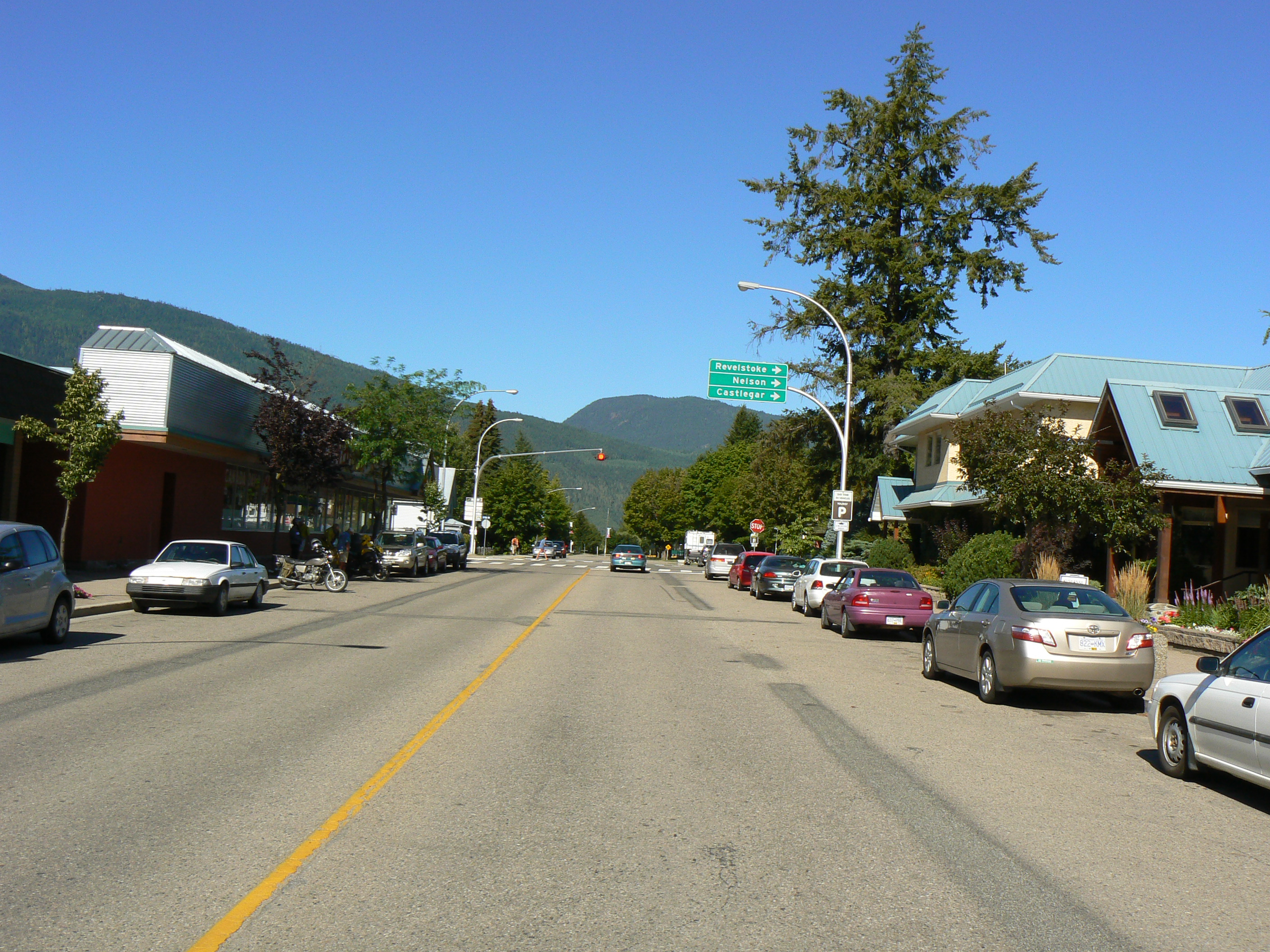
la rue Broadway.
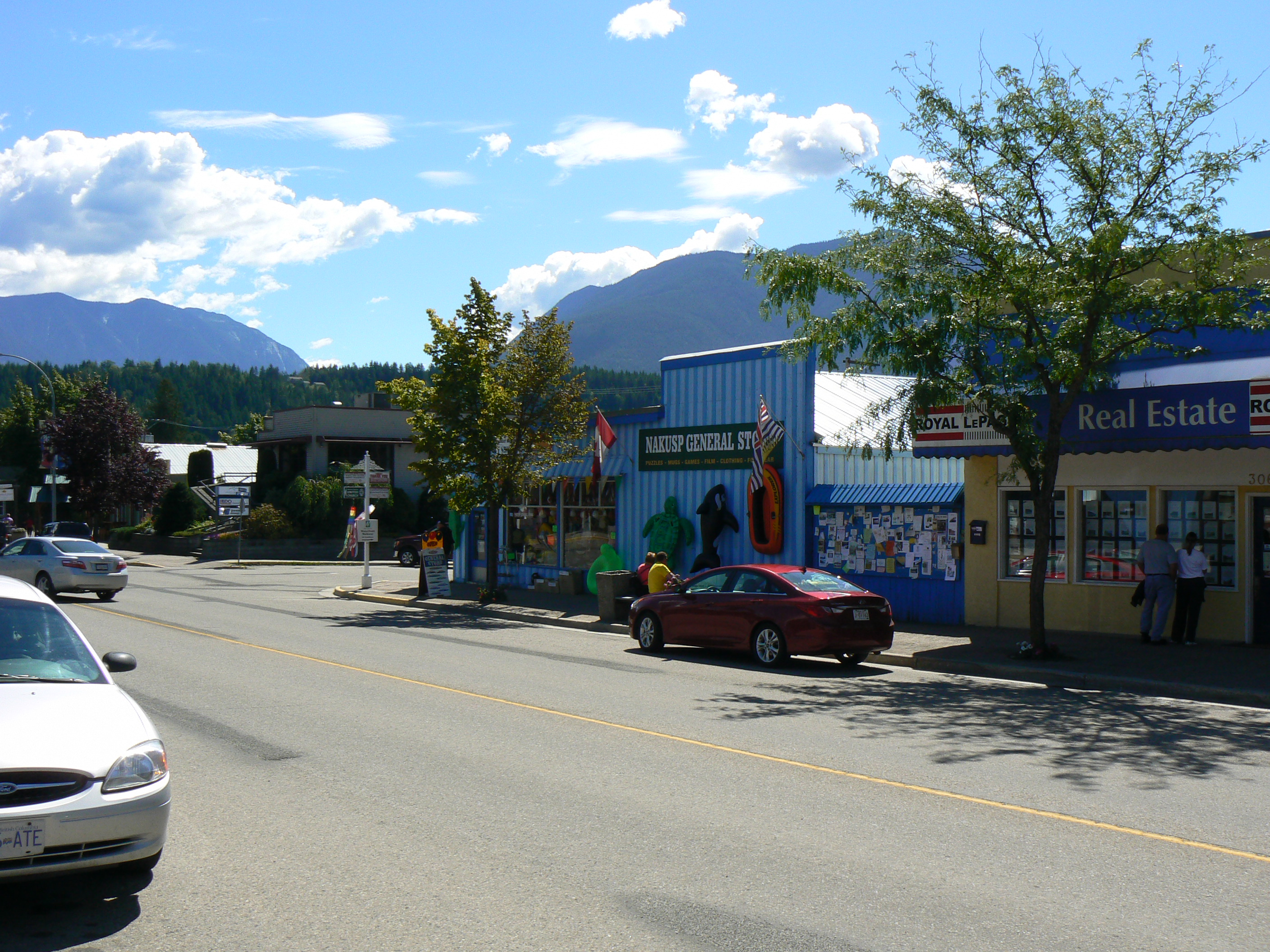
Les magasins de la rue Broadway.
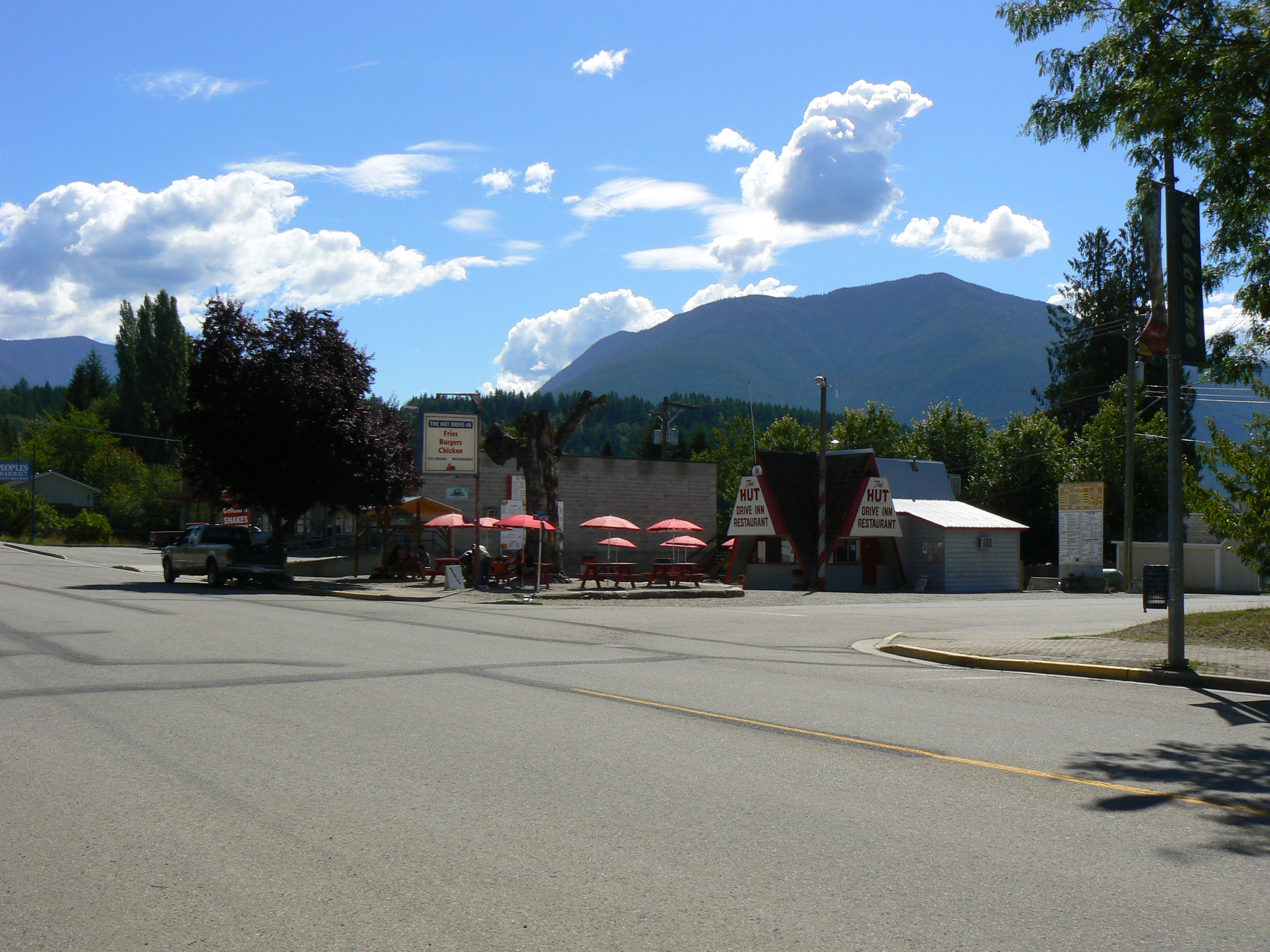
Le casse-croûte The Hut.
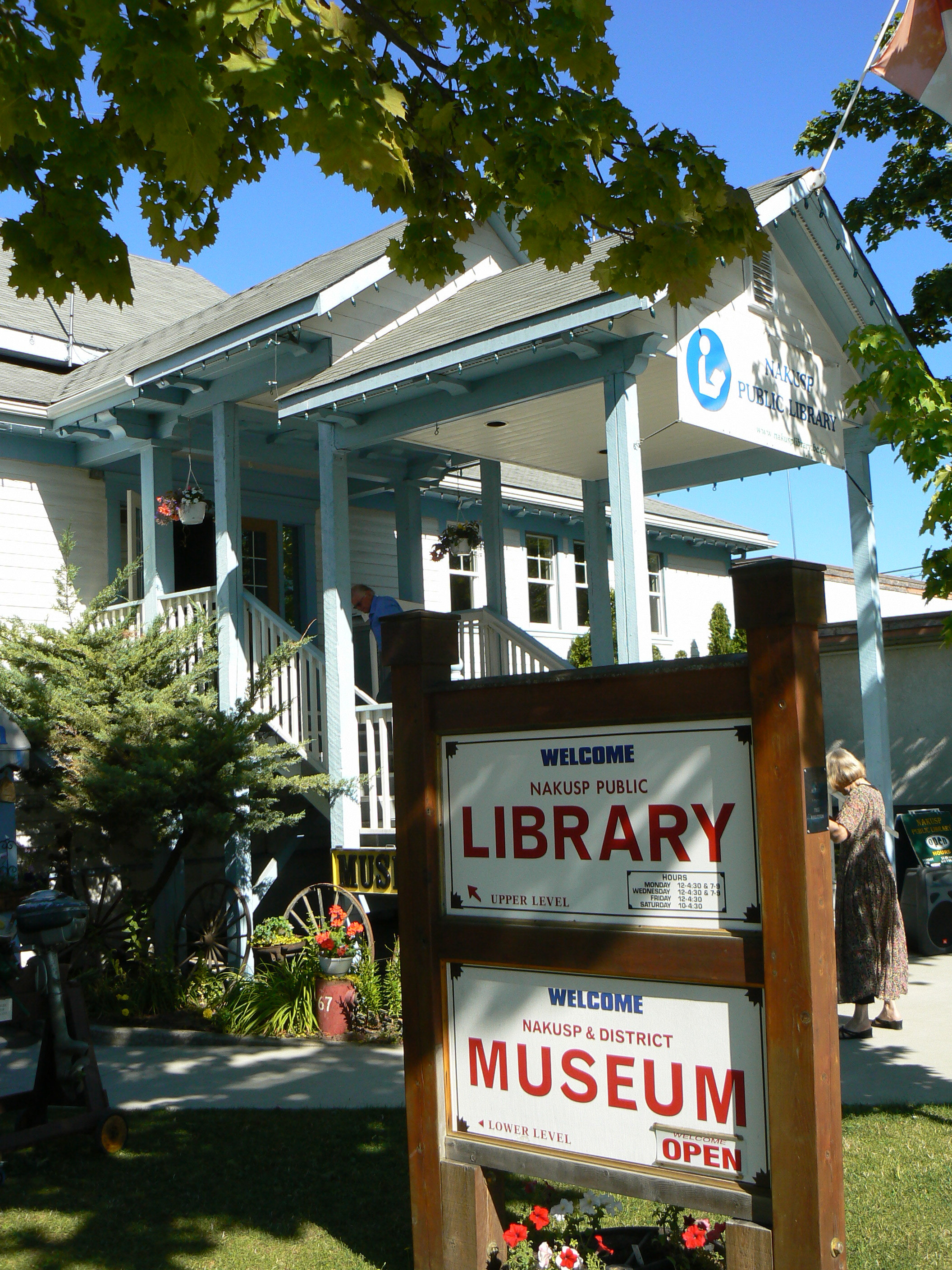
Le musée et la bibliothèque.
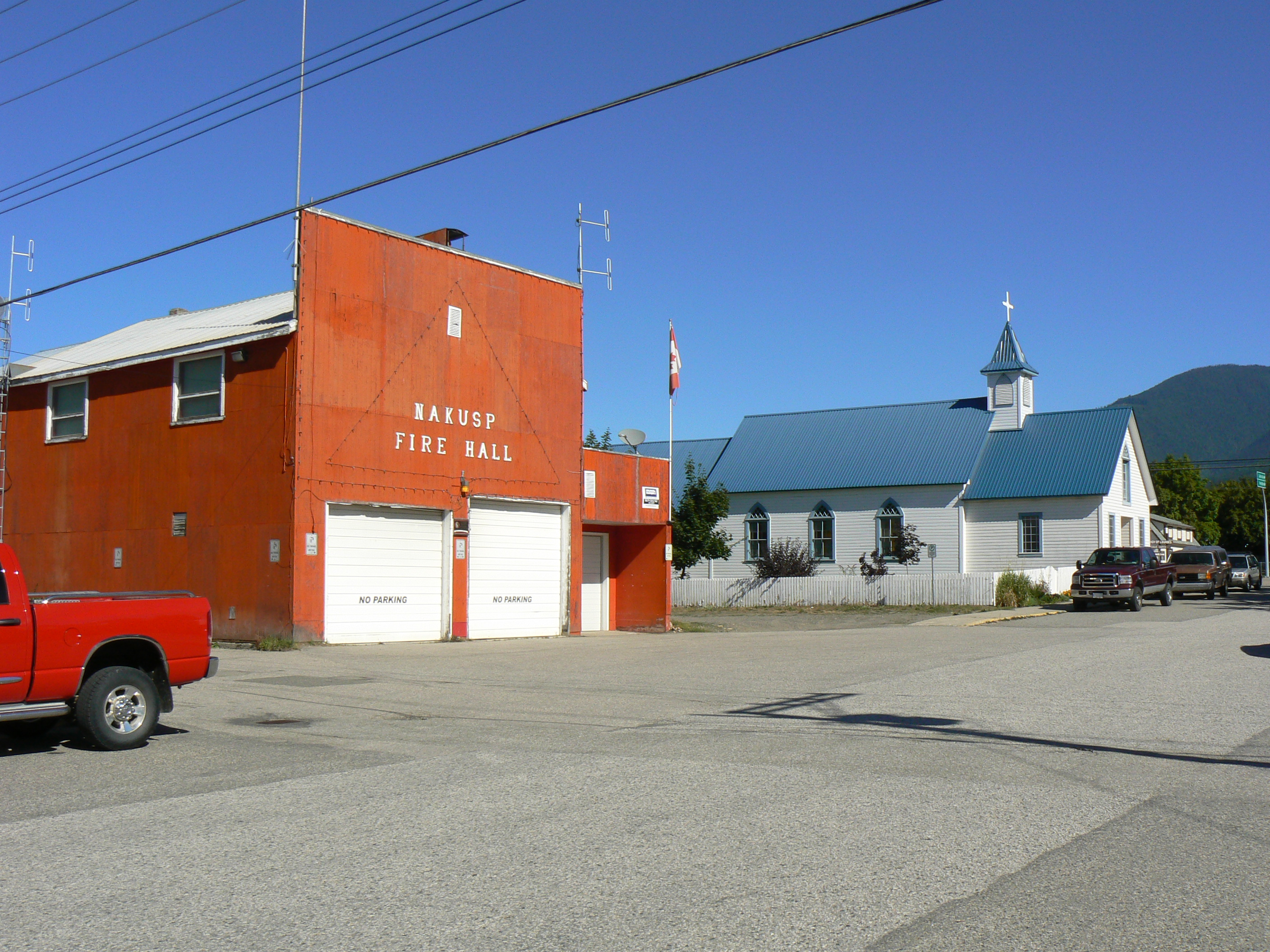
La caserne de pompiers.
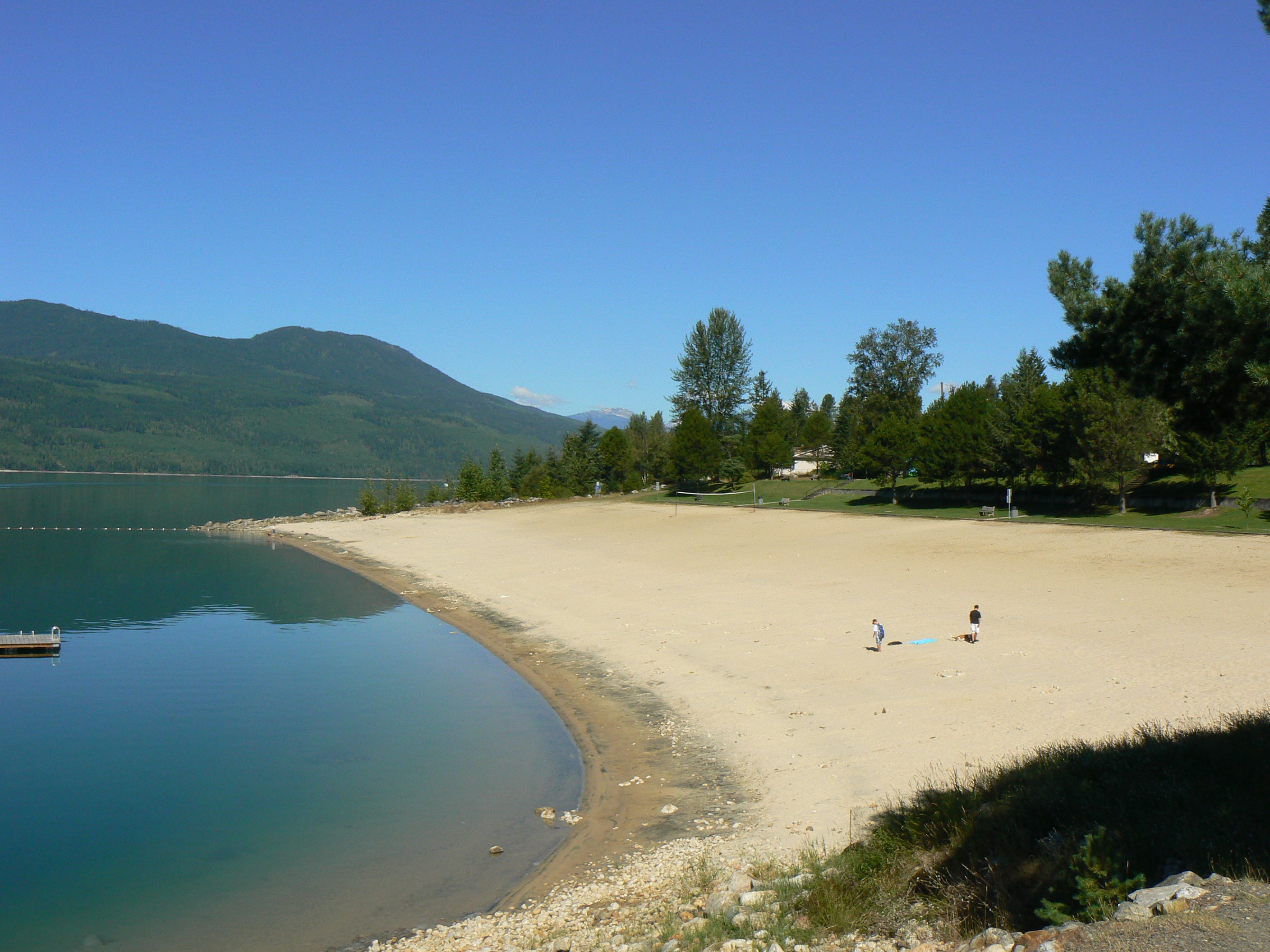
La plage.
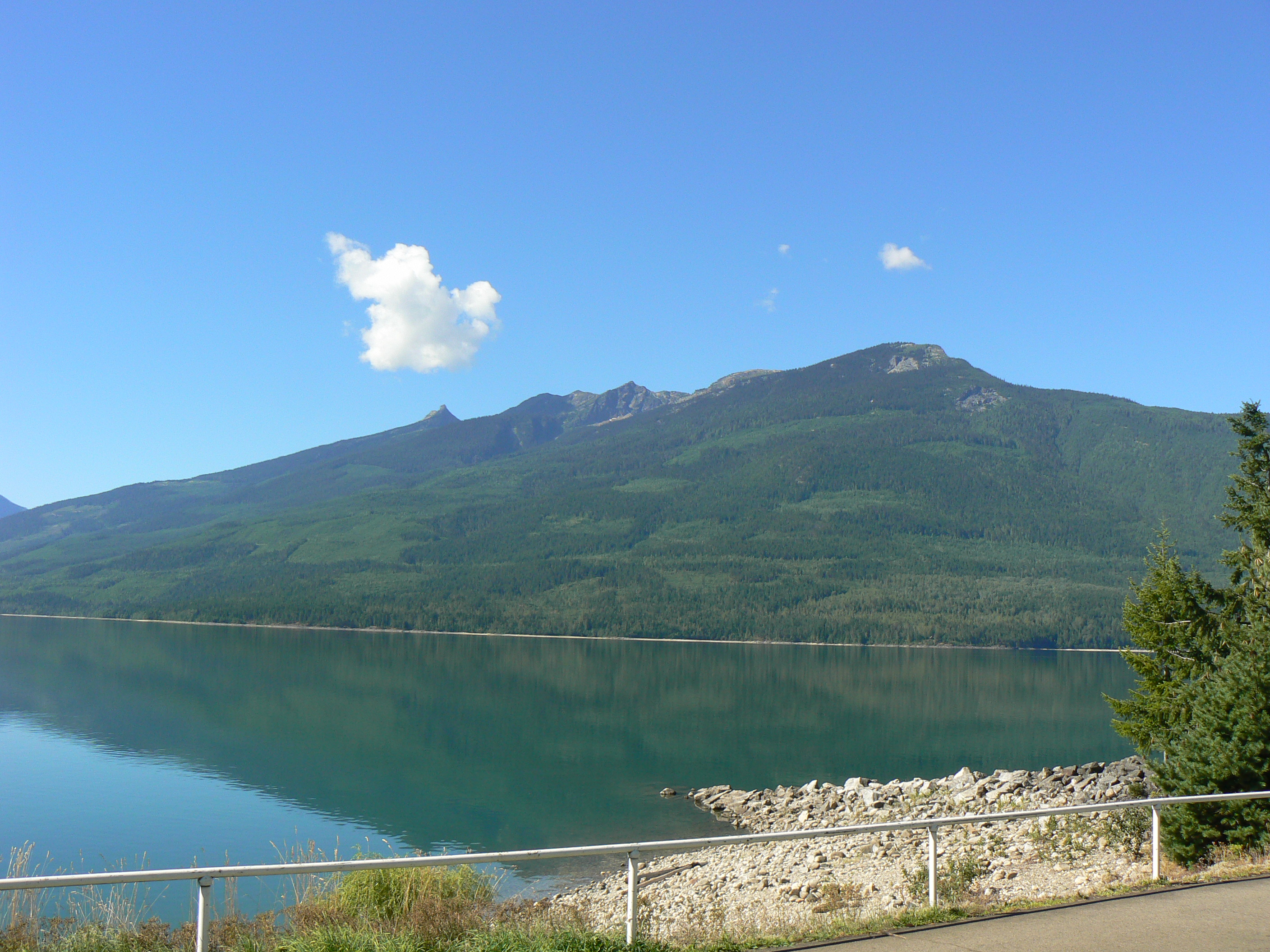
Le lac et la montagne Saddle.
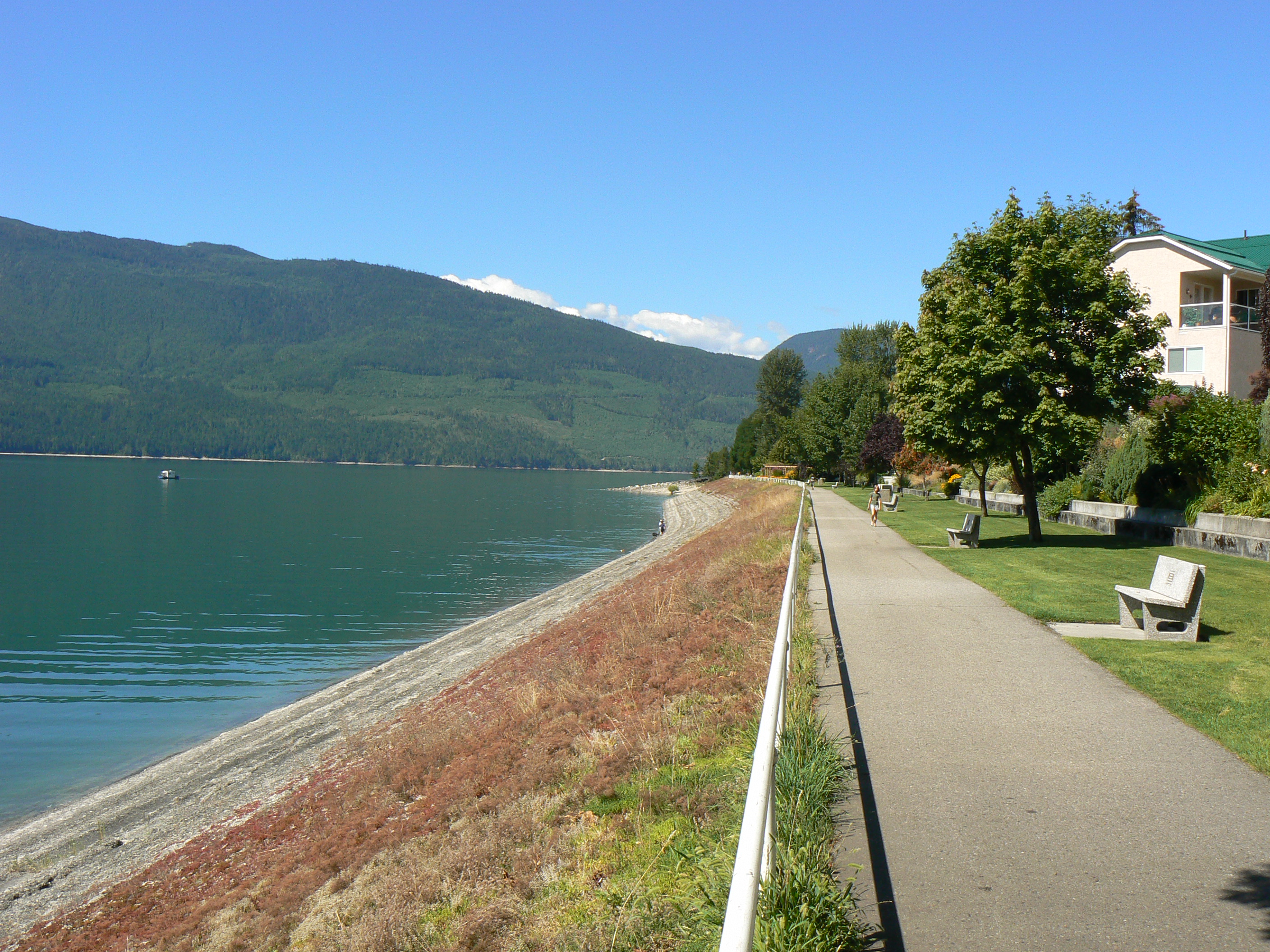
Promenade au bord du lac, vers l'ouest.
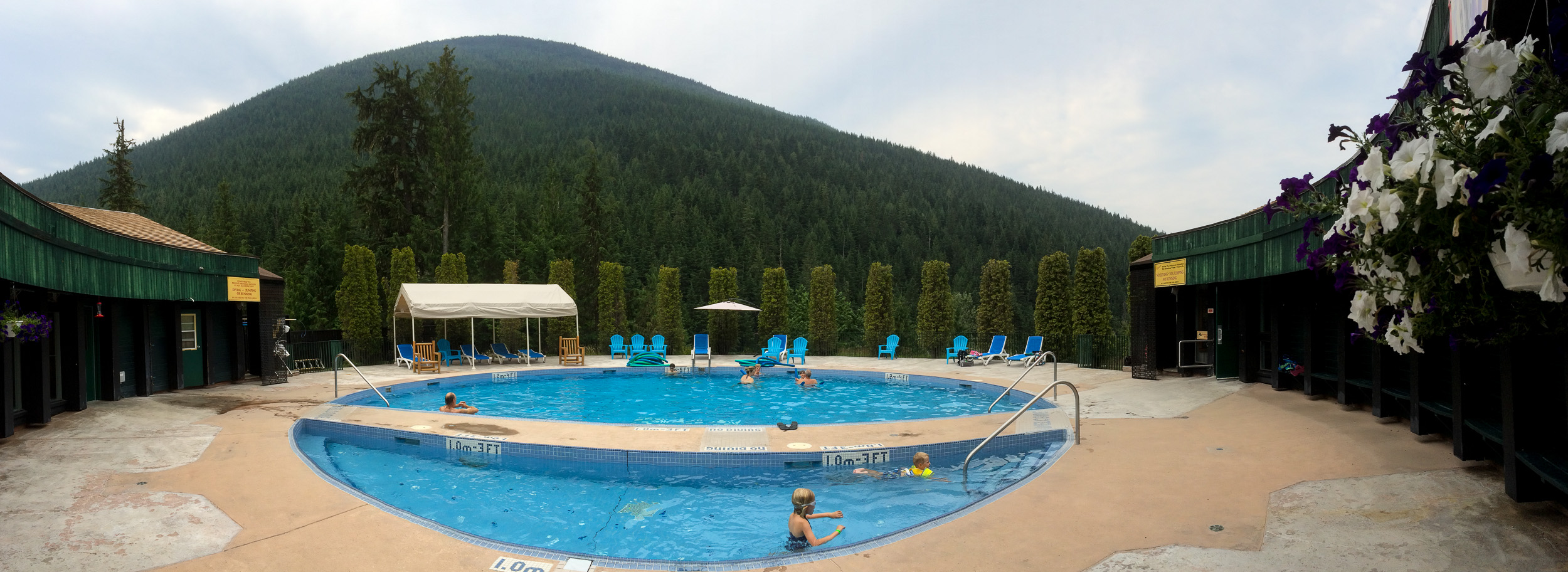
Source chaude.